# Synagoge (Marmoutier)

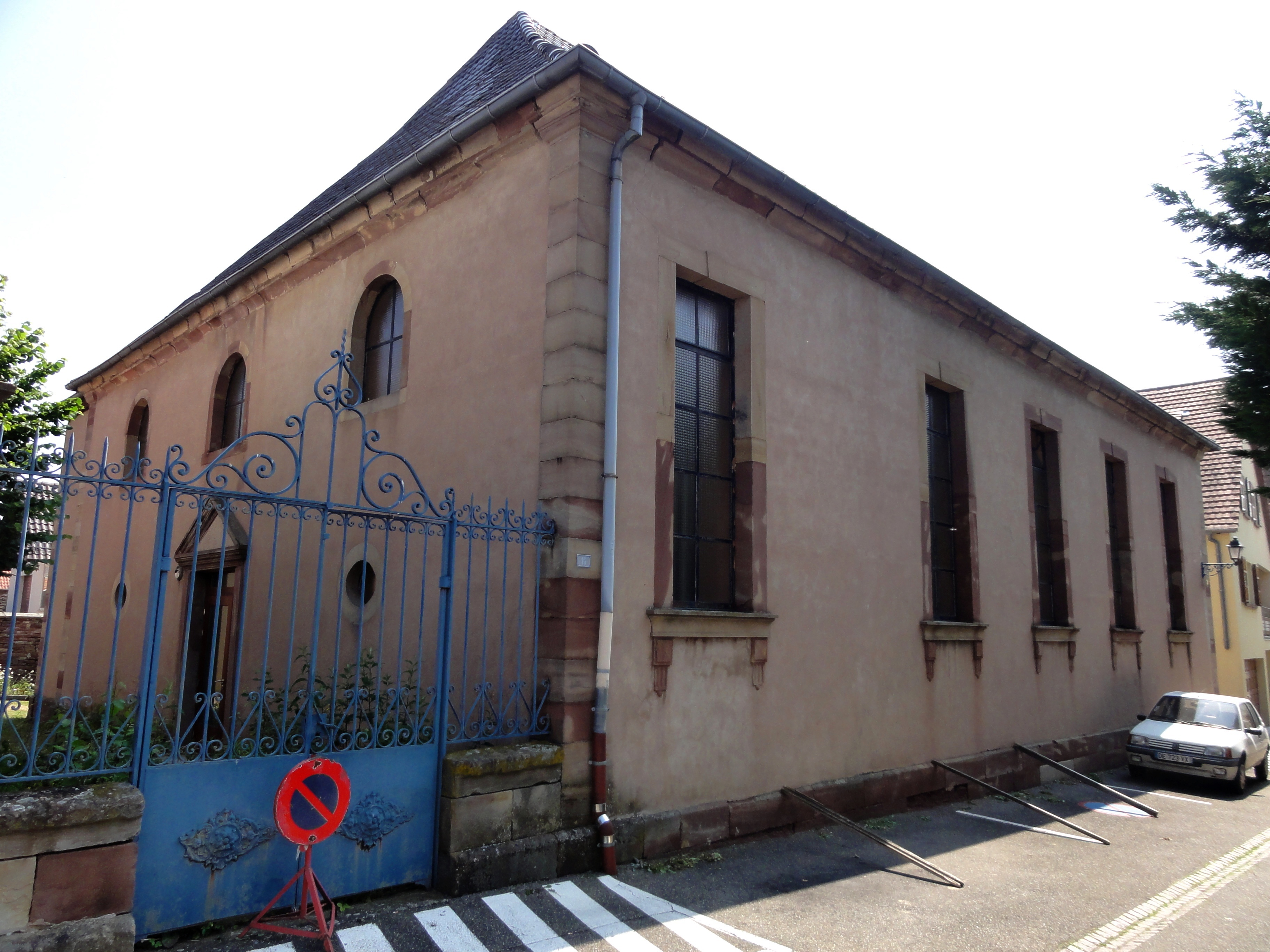
Ehemalige Synagoge in Marmoutier, 2015

Die Synagoge in Marmoutier, einer französischen Gemeinde im Département Bas-Rhin in der Region Grand Est, wurde 1821/22 errichtet. Die profanierte Synagoge befindet sich in der Rue de la Synagogue Nr. 11.

## Geschichte
Während der deutschen Besatzung im Zweiten Weltkrieg wurde die Synagoge geplündert und demoliert.
Das Synagogengebäude, das 1961 von der Gemeinde Marmoutier gekauft wurde, wird heute für Kulturveranstaltungen genutzt.